# Malvillers
Malvillers é uma comuna francesa na região administrativa de Borgonha-Franco-Condado, no departamento de Alto Sona. Estende-se por uma área de 7,09 km². Em 2010 a comuna tinha 66 habitantes (densidade: 9,3 hab./km²).